# دنی ووکوویچ
دنی ووکوویچ (انگلیسی: Danny Vukovic؛ زادهٔ ۲۷ مارس ۱۹۸۵) بازیکن فوتبال اهل استرالیا است.
از باشگاه‌هایی که در آن بازی کرده‌است می‌توان به باشگاه فوتبال پرث گلوری، باشگاه فوتبال سنترال کوئست مارینرز و باشگاه فوتبال کونیااسپور، باشگاه فوتبال ولینگتون فونیکس اشاره کرد.
وی همچنین در تیم‌های ملی فوتبال استرالیا بازی کرده‌است.